# 劳希·穆什塔哈

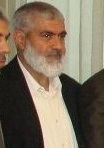

劳希·穆什塔哈（Rawhi Mushtaha，—2024年）是哈马斯的创始人之一。他曾任加沙地带政府首脑。2012年，他当选哈马斯政治局委员。 2015 年，他与穆罕默德·戴夫、叶海亚·辛瓦尔一同被列入美国国务院列入全球恐怖分子名单中。  2024年10月，以色列国防军和以色列国家安全局表示，他在三个月前的空袭中丧生。